# Статкевич, Николай Викторович
Никола́й Ви́кторович Статке́вич (бел. Мікалай Віктаравіч Статкевіч; род. 12 августа 1956, дер. Лядно Слуцкого района Минской области) — лидер незарегистрированной Белорусской социал-демократической партии (Народная Громада), бывший кандидат в президенты Республики Беларусь. Один из создателей общественного объединения Белорусское объединение военных. Подполковник запаса, кандидат технических наук, политический заключённый, трижды признанный Amnesty International узником совести.

## Биография
Родился 12 августа 1956 года в деревне Лядно Слуцкого района в семье учителей. Отец Виктор Павлович Статкевич (19.01.1927–19.03.2024). Старший брат Александр Статкевич живёт на Украине.

### Карьера в армии
В 1973 году поступил в Минское высшее инженерное зенитное ракетное училище (МВИЗРУ) ПВО. Окончил училище в 1978 году по специальности «военный инженер по радиоэлектронике». По распределению был направлен в Мурманскую область, где служил 4 года.
В 1982 году вернулся в Минск, поступил в МВИЗРУ в адъюнктуру. Защитил кандидатскую диссертацию, став кандидатом технических наук. Преподавал в МВИЗРУ. После 1991 года пробовал читать лекции на белорусском языке. Вовлекал курсантов в Белорусское объединение военных, чем вызывал негативную реакцию командования. Поступил в докторантуру.
Ещё до распада СССР разработал и опубликовал концепцию создания белорусской армии, которая была реализована после распада СССР.
В начале 1991 года, в знак протеста против подавления танками демонстрантов в Вильнюсе, вышел из КПСС.

### Белорусское объединение военных
20 августа 1991 года Статкевич — единственный из военнослужащих Белоруссии, кто публично выступил против путча в Москве. Тогда же объявил о создании Белорусского объединения военных (бел. Беларускае згуртаванне вайскоўцаў) (БОВ), которое ставило целью «создание белорусской армии, защиту независимости и историко-патриотическое воспитание общества».
Одной из первых акций БОВ стало принятие гражданской присяги на верность Белоруссии 8 сентября 1992 года, в годовщину Оршанской битвы, День белорусской воинской славы. Власть отреагировала на это увольнением из армии тех, кто принял присягу (особенно активно в этом направлении действовал тогдашний министр обороны Павел Козловский), и постепенным вытеснением членов БОВ из силовых структур (правда, одному из членов БОВ — Виктору Шейману — удалось позже сделать блестящую карьеру после прихода к власти Александра Лукашенко).
В 1993 году Статкевич выступил против присоединения Белоруссии к договору о коллективной безопасности с воюющими странами (Армения, Таджикистан и другие), по условиям которого Белоруссия должна была отправлять своих солдат на чужие войны.
В мае 1993 года, за месяц до планируемой защиты докторской диссертации, Статкевич был уволен с военной службы в запас с формулировкой «за дискредитацию офицерского звания».
16 февраля 1994 года Верховный суд Республики Беларусь запретил деятельность БОВ за участие его членов в охране забастовки рабочих в Минске от действий милиции.
16 февраля 1994 года был создан оргкомитет патриотического движения БОВ. 10 марта 1995 года оно было зарегистрировано министерством юстиции как «неполитическое общественно-патриотическое движение». Основные цели: «защита независимости, демократии; патриотическое воспитание в обществе и армии; недопущение использования армии против народа; содействие созданию белорусской армии».
Продолжающееся давление власти на БОВ привело Николая Статкевича к решению идти в политику. В результате в 1995 году Статкевич ушёл с поста председателя БОВ (его сменил Алесь Станкевич), а сама организация окончательно прекратила своё существование спустя пять лет, не сумев пройти перерегистрацию.

### Лидер партии
В июне 1995 года, после парламентских выборов, Статкевич был избран председателем партии Белорусская социал-демократическая Грамада вместо Олега Трусова (переизбран в 2001 году).
В 1996 году прошло объединение Социал-демократической Грамады с Партией народного согласия и была создана Белорусская социал-демократическая партия (Народная Грамада). Николай Статкевич стал её председателем. В 1996—1997 годах организовал несколько акций протеста в рамках «минской весны». В 1999 году был одним из организаторов Марша свободы
С 2003 года — лидер Европейской коалиции «Вольная Беларусь». 17 октября 2004 года в Белоруссии состоялись выборы в парламент Белоруссии и был проведён третий референдум, на котором, по официальным данным, 77,3 % белорусских избирателей поддержали исключение из Конституции государства ограничения на количество президентских сроков, что позволяло действующему президенту Александру Лукашенко участвовать в следующих президентских выборах. Уверенные в фальсификации итогов выборов избиратели провели 17 — 19 октября несколько акций протеста, которые организовал и возглавил Николай Статкевич. Он был задержан и в 2005 году осуждён к 3 годам ограничения свободы за организацию мирной демонстрации против фальсификации итогов референдума. В 2006 году международная организация Amnesty International признала Николая Статкевича узником совести.
В 2009 году конгрессом Европейской коалиции «Свободная Беларусь» Статкевич был выдвинут кандидатом в президенты на выборах 2010 года.
Президентские выборы проходили 19 декабря 2010 года. Вечером того же дня и в ночь на 20 декабря 2010 года на площади Независимости в Минске состоялся многотысячный митинг протеста, в котором участвовал и Статкевич. Митинг был жестоко разогнан внутренними войсками и спецназом. После силового завершения митинга Николай Статкевич попытался уехать с площади, но был задержан спецслужбами.
11 января 2011 года Amnesty International признала Статкевича узником совести.
26 мая 2011 года Николай Статкевич «за организацию массовых беспорядков» был приговорён к шести годам лишения свободы в колонии усиленного режима. 12 января 2012 года по инициативе администрации шкловской колонии, которая считала, что Статкевич намерен «вести в дальнейшем преступный образ жизни», его признали злостным нарушителем режима. В результате Статкевичу в судебном порядке были усилены условия содержания на ближайшие три года без права обжалования.
22 августа 2015 года Статкевич был досрочно освобождён из мест лишения свободы согласно принятому президентом Александром Лукашенко решению о помиловании шести политзаключённых (на свободу также вышли Николай Дедок, Юрий Рубцов, Артём Прокопенко, Игорь Олиневич, Евгений Васькович).
Был одним из организаторов митинга 10 октября 2015 года перед президентскими выборами,а также организовал акцию 12 сентября 2016 года после парламентских выборов. Поддерживал протесты индивидуальных предпринимателей 2016 года. Организовал ряд предпринимательских акций. Один из организаторов акций протеста 2017 года.
15 мая 2016 года по инициативе Николая Статкевича был учрежден Белорусский национальный конгресс — коалиция части оппозиционных белорусским властям структур в которую вошли БСДГ, БСДП (НГ), «Молодой фронт», «Европейская Беларусь», независимый профсоюз «РЭП».
17 января 2019 года объявил о намерении участвовать в качестве кандидата в выборах президента Беларуси 2020 года, тем не менее в связи с непогашенной судимостью ЦИК отказался регистрировать инициативную группу Статкевича. После чего Статкевич выступил в поддержку жены другого незарегистрированного кандидата социального блогера Сергея Тихановского — Светланы Тихановской.
31 мая 2020 года Николай Статкевич был задержан по дороге на пикет по сбору подписей за выдвижение Светланы Тихановской кандидатом в президенты Республики Беларусь доставлен в Ленинское РУВД и арестован на 15 суток за участие в несанкционированной акции протеста. Позже срок содержания Статкевича под стражей был дважды продлен, а 29 июня 2020 на оппозиционера было заведено уголовное дело за подготовку массовых беспорядков.
24 июня 2021 года в СИЗО № 3 города Гомеля над Сергеем Тихановским, Николаем Статкевичем, Игорем Лосиком, Артёмом Саковым, Владимиром Цыгановичем и Дмитрием Поповым начался закрытый судебный процесс за подготовку массовых беспорядков в мае — июне 2020 года.
14 декабря 2021 года Николай Статкевич был приговорен к 14 годам лишения свободы. 24 июня 2022 был этапирован в ИК 13 города Глубокое (Витебская область)

## Личная жизнь
Жена (с 2011 года) Марина Адамович. Две дочери от первого брака Анна и Екатерина живут в Германии.